# Le Quartier
Le Quartier is een gemeente in het Franse departement Puy-de-Dôme (regio Auvergne-Rhône-Alpes) en telt 218 inwoners (2004). De plaats maakt deel uit van het arrondissement Riom.

## Geografie
De oppervlakte van Le Quartier bedraagt 22,9 km², de bevolkingsdichtheid is 9,5 inwoners per km².
De onderstaande kaart toont de ligging van Le Quartier met de belangrijkste infrastructuur en aangrenzende gemeenten.

## Demografie
Onderstaande figuur toont het verloop van het inwonertal (bron: INSEE-tellingen).